# Thor Henning
Thor Bernhard „Tossan” Henning (ur. 13 września 1894 w Sztokholmie, zm. 7 października 1967 tamże) – szwedzki pływak specjalizujący się w stylu klasycznym, medalista igrzysk olimpijskich.
Henning reprezentował Szwecję na igrzyskach olimpijskich trzykrotnie.
Podczas V Letnich Igrzysk Olimpijskich w 1912 roku rozgrywanych w Sztokholmie reprezentował kraj w dwóch konkurencjach. Na 200 metrów w stylu klasycznym dotarł do finału, którego jednak nie ukończył. Na dystansie 400 metrów stylem klasycznym czasem 6:35,6 zdobył swój pierwszy tytuł wicemistrza olimpijskiego.
Osiem lat później, podczas igrzysk olimpijskich w Antwerpii, Henning zdobył dwa tytuły wicemistrzowskie. Na 200 metrów i 400 metrów stylem klasycznym lepszym okazał się jedynie inny reprezentant Szwecji Håkan Malmrot.
W 1924 roku podczas igrzysk olimpijskich w Paryżu, Henning na dystansie 200 metrów żabką dotarł jedynie do fazy półfinałowej. Zdobył brązowy medal startując w składzie szwedzkiej sztafety na 4 × 200 m stylem dowolnym.
Reprezentował barwy klubu SK Neptun.